# Adler's Appetite
Adler's Appetite va ser una banda formada per Steven Adler, antic bateria de Guns N' Roses, que tocava versions d'Appetite for Destruction, Use Your Illusion I i Use Your Illusion II, que van ser tocades en viu per Adler quan era a Guns N' Roses, com Civil War, Knockin' on Heaven's Door i Don't Cry. També toquen cançons del seu únic treball, un EP anomenat "Adler's Appetite", que inclou un cover d'Aerosmith de la seva cançó Draw the Line. La banda, amb nombrosos canvis de formació, es va dissoldre el 2006 però amb nous canvis de formació va reaparèixer el 2007 i es va dissoldre el 2011.